# 富合站

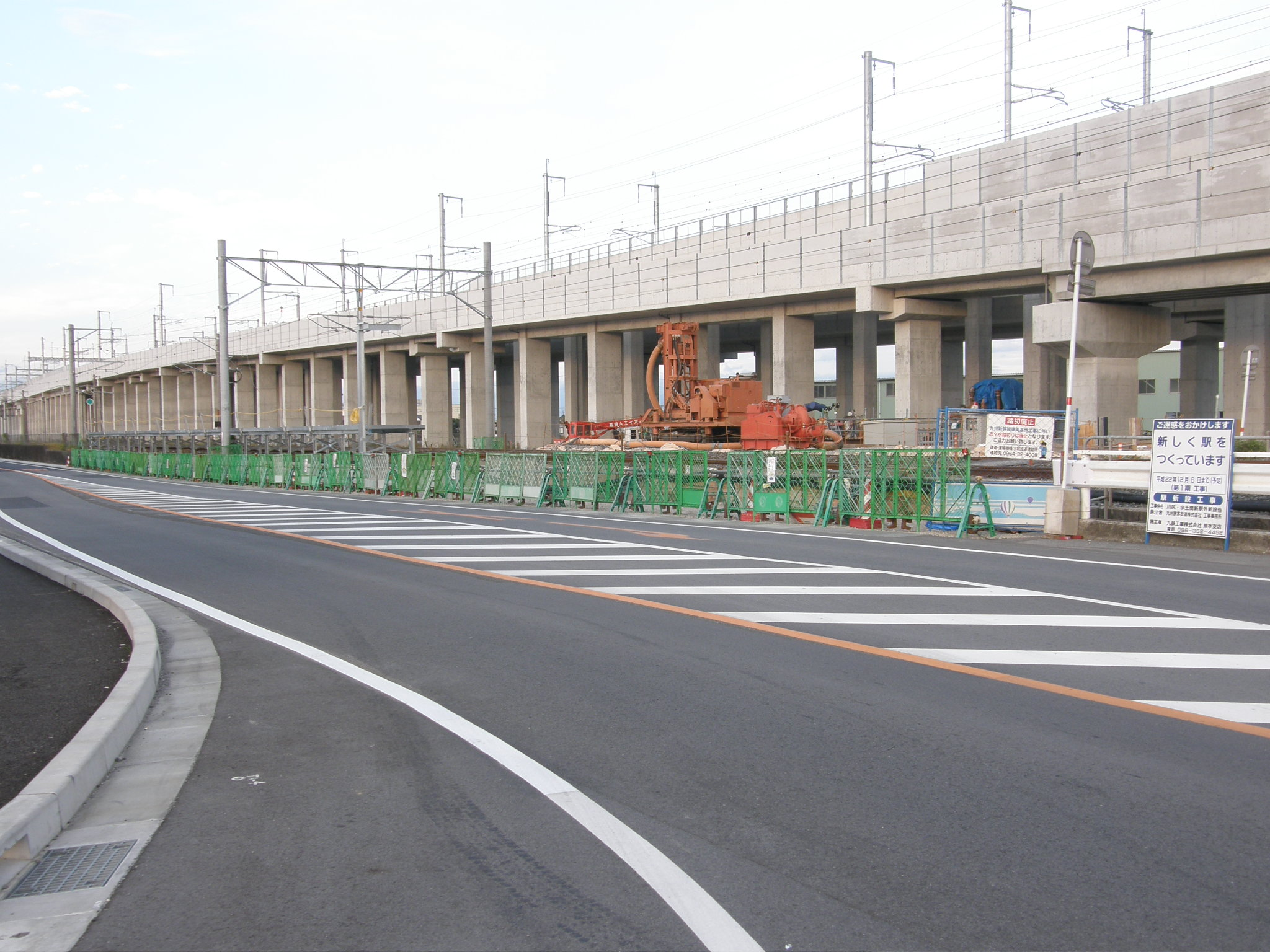
工程中的富合站西出口（2010年10月28日）

富合站（日语：／ Tomiai eki */?）是位於熊本縣熊本市南區富合町志志水，九州旅客鐵道（JR九州）的鹿兒島本線車站。實際上在運輸系統上也是三角線（別名：天草三角線）車站。

## 歷史
- 2011年（平成23年）3月12日 - 車站啟用[1]。在建設此站時，車站暫名「富合新站」，在2010年12月17日公布車站正式名為「富合站」。另外，在1970年前，此處設有濱戶川號誌站。
- 2012年（平成24年）12月1日 - 此站可以使用IC卡「SUGOCA」[2]。

## 站名的由來
此站名稱使用了此處的町名（熊本市富合町）。而「富合」此町名是來自守富村和杉合村的「富」和「合」合併的合成地名。

## 車站構造
車站是一座地面車站，設有2面2線的相對式月台。車站大樓與月台之間設有跨線橋連接。
車站是一座無人車站，設有自動售票機。車站內沒有廁所，在車站東邊迴旋路設有可讓輪椅使用的公共廁所。

### 月台
| 月台 | 路線                            | 上下行 | 方向             |
| ---- | ------------------------------- | ------ | ---------------- |
| 1    | ■鹿兒島本線 （包含■天草三角線） | 上行   | 熊本、大牟田方向 |
| 2    | ■鹿兒島本線                     | 下行   | 八代方向         |
| 2    | ■天草三角線                     | 下行   | 網田、三角方向   |

## 使用狀況
在2018年度，1日平均乘車人次為594人。
以下是近年各年度的1日平均乘車人次。當中，在2015年度前是根據《熊本市統計書》的數據，在2016年度起是根據JR九州公布的數據。
| 年度   | 1日平均 乘車人次 | 變化率 |
| ------ | ---------------- | ------ |
| 2010年 | 162              |        |
| 2011年 | 252              | 55.6%  |
| 2012年 | 344              | 36.5%  |
| 2013年 | 419              | 21.5%  |
| 2014年 | 453              | 8.1%   |
| 2015年 | 524              | 15.7%  |
| 2016年 | 554              | 5.7%   |
| 2017年 | 580              | 4.7%   |
| 2018年 | 594              | 2.4%   |

## 車站周邊

### 設施

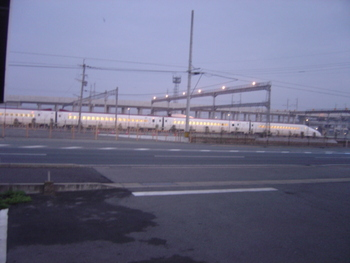
JR九州、新幹線部熊本綜合車輛所

- JR九州、新幹線部（日语：九州旅客鉄道新幹線部）熊本綜合車輛所（日语：熊本総合車両所）[1]。
- 熊本市南區公所
- 7-11熊本志水店
- 熊本市立富合小學（日语：熊本市立富合小学校）
- 西熊本醫院（日语：にしくまもと病院）
- Home Plaza NAFCO（日语：ナフコ (ホームセンター)）富合店
- 熊本市南消防署富合出張所

### 道路
- 熊本縣道297號川尻宇土線（日语：熊本県道297号川尻宇土線）
- 國道3號

## 巴士路線
縣道297號
- 「國町停車場」巴士站

產交巴士 - 宇土、松橋方向，川尻町、（經川尻市道 / 國道3號）、櫻町BT方向
國道3號（川尻繞道）
- 「清藤」巴士站

產交巴士 - 宇土站東出口、松橋方向、熊農前、（經國道3號）、櫻町BT方向
產交巴士 - 前往南區公所
熊本巴士 - 前往南區公所、川尻町、（經川尻市道）、櫻町BT方向

## 相鄰車站
九州旅客鐵道
■鹿兒島本線、■天草三角線（直通三角線列車）
■快速（只有上行班次）
通過
■區間快速、■普通
川尻－富合－宇土

## 注腳
1. 1 2 3 4 5 6 7 8  . 週刊朝日百科. 33号 熊本駅・嘉例川駅・大畑駅ほか. 朝日新聞出版. 2013-03-31: 23.
2. ↑  . 交通新聞 (交通新聞社). 2012-12-04: 1.
3. ↑   (PDF).   [2020-04-05]. （原始内容 (PDF)存档于2019-07-12）.

## 外部連結
- 富合駅 | 駅情報一覧| 駅・きっぷ・列車予約 | JR九州 （页面存档备份，存于）
- 「鹿児島線「富合新駅」設置を決定 JR九州」 - 熊本日日新聞 2010年6月6日參閲。
- 平成23年春ダイヤ改正 - JR九州新聞發布